# Желанов Сергій Вікторович
Сергій Вікторович Желанов  (рос. Сергей Викторович Желанов, 14 червня 1957) — радянський легкоатлет, олімпійський медаліст.

## Виступи на Олімпіадах
| Олімпіада   | Дисципліна    | Місце |
| ----------- | ------------- | ----- |
| Москва 1980 | десятиборство | 3     |